# Landry Shamet
Landry Michael Shamet (Kansas City, 13 marzo 1997) è un cestista statunitense, di ruolo guardia, professionista nella NBA.

## Carriera
È stato selezionato dai Philadelphia 76ers al primo giro del Draft NBA 2018 (26ª scelta assoluta).

## Statistiche
| * | Primo nella lega |

### NCAA
| Anno      | Squadra      | PG | PT | MP   | TC%  | 3P%  | TL%  | RP  | AP  | PRP | SP  | PP   |
| --------- | ------------ | -- | -- | ---- | ---- | ---- | ---- | --- | --- | --- | --- | ---- |
| 2015-2016 | WSU Shockers | 3  | 1  | 19,7 | 43,8 | 30,0 | 75,0 | 2,7 | 1,7 | 1,7 | 0,3 | 8,7  |
| 2016-2017 | WSU Shockers | 36 | 35 | 26,7 | 47,2 | 43,9 | 80,2 | 2,8 | 3,3 | 0,7 | 0,2 | 11,4 |
| 2017-2018 | WSU Shockers | 32 | 32 | 31,7 | 48,9 | 44,2 | 82,5 | 3,2 | 5,2 | 0,7 | 0,2 | 14,9 |
| Carriera  | Carriera     | 71 | 68 | 28,7 | 48,0 | 43,7 | 81,1 | 3,0 | 4,1 | 0,8 | 0,2 | 12,9 |

#### Massimi in carriera
- Massimo di punti: 30 vs Oklahoma State (9 dicembre 2017)[1]
- Massimo di rimbalzi: 8 (2 volte)
- Massimo di assist: 11 vs East Carolina (11 gennaio 2018)
- Massimo di palle rubate: 3 (2 volte)
- Massimo di stoppate: 2 vs Connecticut (30 dicembre 2017)
- Massimo di minuti giocati: 41 vs Temple (1º febbraio 2018)

### NBA

#### Regular Season
| Anno      | Squadra            | PG  | PT | MP   | TC%  | 3P%  | TL%  | RP  | AP  | PRP | SP  | PP   |
| --------- | ------------------ | --- | -- | ---- | ---- | ---- | ---- | --- | --- | --- | --- | ---- |
| 2018-2019 | Philadelphia 76ers | 54  | 4  | 20,5 | 44,1 | 40,4 | 81,5 | 1,4 | 1,1 | 0,4 | 0,1 | 8,3  |
| 2018-2019 | L.A. Clippers      | 25  | 23 | 27,8 | 41,4 | 45,0 | 79,5 | 2,2 | 2,3 | 0,5 | 0,1 | 10,9 |
| 2019-2020 | L.A. Clippers      | 53  | 30 | 27,4 | 40,4 | 37,5 | 85,5 | 1,9 | 1,9 | 0,4 | 0,2 | 9,3  |
| 2020-2021 | Brooklyn Nets      | 61  | 12 | 23,0 | 40,8 | 38,7 | 84,6 | 1,8 | 1,6 | 0,5 | 0,2 | 9,3  |
| 2021-2022 | Phoenix Suns       | 69  | 14 | 20,8 | 39,4 | 36,8 | 84,0 | 1,8 | 1,6 | 0,4 | 0,1 | 8,3  |
| 2022-2023 | Phoenix Suns       | 40  | 9  | 20,2 | 37,7 | 37,7 | 88,2 | 1,7 | 2,3 | 0,7 | 0,1 | 8,7  |
| 2023-2024 | Wash. Wizards      | 46  | 5  | 15,8 | 43,1 | 33,8 | 82,6 | 1,3 | 1,2 | 0,5 | 0,2 | 7,1  |
| 2024-2025 | N.Y. Knicks        | 50  | 0  | 15,2 | 46,1 | 39,7 | 66,7 | 1,2 | 0,5 | 0,5 | 0,0 | 5,7  |
| Carriera  | Carriera           | 398 | 97 | 21,1 | 41,3 | 38,5 | 83,3 | 1,7 | 1,5 | 0,5 | 0,1 | 8,3  |

#### Play-off
| Anno     | Squadra       | PG | PT | MP   | TC%  | 3P%  | TL%  | RP  | AP  | PRP | SP  | PP  |
| -------- | ------------- | -- | -- | ---- | ---- | ---- | ---- | --- | --- | --- | --- | --- |
| 2019     | L.A. Clippers | 6  | 6  | 29,0 | 34,2 | 32,3 | 100* | 2,0 | 1,7 | 1,0 | 0,0 | 7,7 |
| 2020     | L.A. Clippers | 13 | 4  | 18,7 | 40,7 | 35,7 | 71,4 | 1,7 | 1,3 | 0,5 | 0,2 | 5,2 |
| 2021     | Brooklyn Nets | 12 | 0  | 17,2 | 43,9 | 38,5 | 80,0 | 1,8 | 0,6 | 0,4 | 0,1 | 4,2 |
| 2022     | Phoenix Suns  | 12 | 0  | 16,0 | 39,6 | 34,6 | 71,4 | 1,7 | 1,3 | 0,5 | 0,0 | 4,3 |
| 2023     | Phoenix Suns  | 10 | 1  | 18,4 | 37,8 | 37,9 | 75,0 | 1,7 | 1,1 | 0,2 | 0,1 | 4,8 |
| 2025     | N.Y. Knicks   | 11 | 0  | 7,5  | 45,0 | 46,7 | 25,0 | 0,4 | 0,7 | 0,1 | 0,0 | 2,4 |
| Carriera | Carriera      | 64 | 11 | 16,9 | 39,8 | 36,7 | 75,7 | 1,5 | 1,1 | 0,4 | 0,1 | 4,5 |

#### Massimi in carriera
- Massimo di punti: 31 (2 volte)[2]
- Massimo di rimbalzi: 9 vs Orlando Magic (25 febbraio 2021)
- Massimo di assist: 8 vs New Orleans Pelicans (20 aprile 2021)
- Massimo di palle rubate: 4 vs Charlotte Hornets (2 gennaio 2022)
- Massimo di stoppate: 2 (4 volte)
- Massimo di minuti giocati: 48 vs Boston Celtics (13 febbraio 2020)

### G League
| Anno      | Squadra        | PG | PT | MP   | TC%  | 3P%  | TL%  | RP  | AP  | PRP | SP  | PP   |
| --------- | -------------- | -- | -- | ---- | ---- | ---- | ---- | --- | --- | --- | --- | ---- |
| 2024-2025 | Westch. Knicks | 3  | 0  | 25,8 | 36,7 | 29,4 | 80,0 | 3,0 | 1,7 | 0,3 | 0,0 | 10,7 |
| Carriera  | Carriera       | 3  | 0  | 25,8 | 36,7 | 29,4 | 80,0 | 3,0 | 1,7 | 0,3 | 0,0 | 10,7 |

## Palmarès
- NBA All-Rookie Second Team (2019)